# 寿桥镇
寿桥镇，是中华人民共和国重庆市潼南区下辖的一个乡镇级行政单位。

## 行政区划
寿桥镇下辖以下地区：
染房村、花铺村、三教村和碉楼村。